# Dany Doriz
Dany Doriz (Boissy-Saint-Léger, 6 september 1941) is een Franse muzikant in de mainstream jazz die vibrafoon, saxofoon en piano speelt.

## Biografie
Doriz kreeg klassieke pianoles en stapte daarna over op de saxofoon. Toen hij 16 was ontdekte hij de vibrafoon en ging zich daarop concentreren. Al in 1960 leidde hij naast een kwintet een bigband en hij maakte al spoedig zijn eerste opnames. Tevens ging hij toeren in Europa.
In 1970 werd hij eigenaar en muzikaal leider van de Parijse jazzkelder Caveau de la Huchette. Hij trad hier op met musici als Wild Bill Davis, Ray Bryant, Cat Anderson, Milt Buckner, Hal Singer, Illinois Jacquet, Al Grey, Harry Sweets Edison, Benny Bailey, Arnett Cobb, Clark Terry, Red Holloway, Buster Cooper, Butch Miles en Eddie Jones. Hij speelde in 1975 in de band van Lionel Hampton (tijdens een Europese tournee) en nam daarmee een album op voor Barclay Records).
Met het Flashback Quartet gaf hij in 1981 een concert op het North Sea Jazz Festival. Met zijn bigband was hij in 1984 te zien op het Bratislava Jazz Days. Verder nam hij op met Bill Coleman, Marcel Azzola, Patrick Saussois en Patricia Bonner.

## Discografie (selectie)
- Son vibraphone et sa grande formation (Homère1969)
- Jazz pour la danse (Homère1969)
- Wild Bill Davis & Dany Doriz Live from the Caveau De La Huchette – Paris 1977 (Laserlight 1997, met Stéphane Guérault, Dave Pochonet resp. Maurice Martin resp. Kenny Clarke)[2]
- Flashback Quartet + Dany Doriz Live at the North Sea Jazz Festival '81 (Polydor  1982, met Bob Kaper, Marcel Hendricks, Henk Bosch van Drakestein, Huub Janssen)
- Dany Doriz & Bob Wilber Memories of You : Lionel and Benny (Black & Blue 1996)
- Scott Hamilton Plays with the Dany Doriz Caveau de la Huchette Orchestra (Fremeaux 2013, met Ronald Baker, Didier Dorise, Philippe Duchemin, Marc Fosset)
- Dany Doris Big Band feat. Manu Dibango and Ronald Baker (Frémeaux 2014)